# Cor Bakker
Cor Bakker (Zaandam, 2 de octubre de 1918 - ibidem, 18 de diciembre de 2011) fue un ciclista neerlandés que fue profesional entre 1939 y 1955. Compitió tanto en carretera como en pista, especialidad en la que ganó la primera edición de los Seis días de Barcelona.

## Palmarés
- 1948
  - Vencedor de una etapa en la Vuelta a los Países Bajos
- 1949
  -  Campeón de los Países Bajos de medio fondo
- 1952
  - 1.º en los Seis días de Barcelona (con Henk Lakeman)

### Resultados en el Tour de Francia
- 1948. Excluido (6.ª etapa)